# Anatolij Ratanow
Anatolij Pietrowicz Ratanow (ros. Анатолий Петрович Ратанов, ur. 1921 w Bugurusłanie, zm. 1985) – radziecki dyplomata.

## Życiorys
Początkowo zastępca szefa wydziału politycznego stanicy maszynowo-traktorowej ds. pracy komsomolskiej w obwodzie czkałowskim (obecnie obwód orenburski), później I sekretarz Komitetu Miejskiego Komsomołu w Bugurusłanie i sekretarz Komitetu Obwodowego Komsomołu w Czkałowie (Orenburgu). Członek WKP(b), słuchacz Centralnej Szkoły Komsomolskiej przy KC Komsomołu, I sekretarz Nadmorskiego Komitetu Krajowego Komsomołu, potem sekretarz odpowiedzialny Światowej Federacji Młodzieży Demokratycznej. W 1962 Chargé d’affaires ZSRR w Kambodży, od 26 kwietnia 1965 do 14 listopada 1967 ambasador nadzwyczajny i pełnomocny ZSRR w Kambodży, od 17 lutego 1970 do 23 października 1973 ambasador nadzwyczajny i pełnomocny ZSRR w Gwinei, od 14 grudnia 1973 do 28 listopada 1978 ambasador nadzwyczajny i pełnomocny ZSRR w Etiopii.